# 白培英
白培英（1929年3月30日—2021年4月24日），河北藁城人，一家人隨父親曾落腳於南京後到四川銅梁，畢業於銅小學；後又遷到成都就讀德陽國例六中的初中、綿陽高中部，抗日戰爭結束後回成都考進四川大學土木工程系就讀一年。1949年到台灣先後畢業於臺灣省立行政專科學校（今國立臺北大學）財政科與東吳大學法律學系，求學時代因戰亂顛沛流離，動盪不安的情況下讀了三個大專院。18歲與家人隨國民政府來台，曾任教職和稅務部門的公職服務長達四十年，官至中華民國財政部行憲後第19任財政部部長，曾任中原大學董事長。

## 經歷
- 中原大學董事長（1998年至2021年）
- 中國國際商業銀行董事長（1993年至1997年）
- 中國國民黨中央評議委員會委員（1993年）
- 中國租稅研究會理事長
- 中華民國財政部部長（1992年10月至1993年2月）
- 中國國際商業銀行董事長（民國81年）
- 中國輸出入銀行理事主席（民國75年至80年）
- 中華民國財政部常務次長（民國73年至75年）
- 中華民國財政部證券管理委員會主任委員（民國71至73年）
- 中華民國行政院第四組組長（民國69年至71年）
- 中華民國財政部賦稅署署長（民國66年至69年）
- 中華民國財政部賦稅署第一處處長
- 中華民國財政部賦稅署第二處處長（1970年）
- 中華民國行政院賦稅改革委員會專門委員（民國59年）
- 彰化縣稅捐稽徵處處長（民國54年至58年）
- 南投縣稅捐稽徵處處長（民國51年至54年）

## 公益機構
- 中華福音神學院董事會主席 （页面存档备份，存于） 2000年至2011年
- 財團法人建弘文教基金會董事長 （页面存档备份，存于）  1999年至2021
- 財團法人加百列福音傳播基金會(GOOD TV好消息電視台)董事長 1997年至2000年
- 中華民國 社團法人 企業永續發展協會 理事長 1997年5月至2000年5月
- 宇宙光 全人關懷機構董事長 1994年至2008年
- 財團法人中華民國會計研究發展基金會 （页面存档备份，存于）  1984年

## 著作
- 塵泥無礙香如故 （页面存档备份，存于） .宇宙光 （页面存档备份，存于）.出版日期: 2018-07-20
- 鐘聲爲誰敲響.宇宙光 . 出版日期: 2013-09-20
- 財富‧信仰‧生命 （页面存档备份，存于） .宇宙光 . 出版日期: 2002-11-15